# Hans von Held

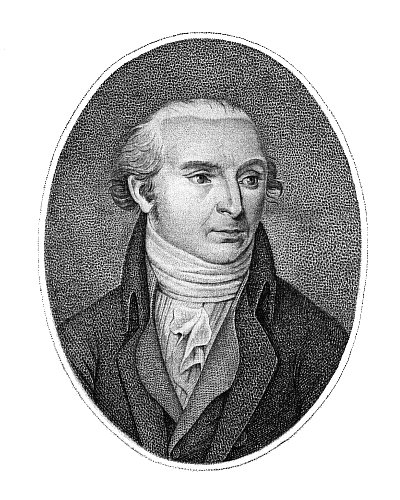
Hans von Held

Hans Heinrich Ludwig von Held (* 15. November 1764 in Auras bei Breslau; † 30. Mai 1842 in Berlin) war ein deutscher Beamter und Schriftsteller.

## Leben
Hans von Held studierte von 1784 bis 1787 an den Universitäten Frankfurt an der Oder, Halle und Helmstedt Jura und Staatswirtschaft. Seinen Studienort musste er wechseln, da er sich in verschiedenen idealistischen Geheimbünden engagiert hatte. Er gehörte mit Ignaz Aurelius Feßler und Joseph von Zerboni zu den Gründern des Bundes der Evergeten („Gutesthuer“).
Ab 1788 diente er dem preußischen Staat als Sekretär der niederschlesischen Akzise- und Zolldirektion in Glogau und Küstrin, 1793 wurde er nach Posen versetzt und zum Ober-Akzisen und Zollrat befördert. In Küstrin wurde er 1791 in die dortige Freimaurerloge Friedrich Wilhelm zum goldenen Zepter aufgenommen.
Er beobachtete als Finanzbeamter, in welcher Weise Ländereien, die bei der zweiten Teilung Polens an Preußen gekommen waren, an Spekulanten vergeben wurden und hohen Beamten zur Selbstbereicherung dienten. Den dabei entstandenen Schaden für Preußen bezifferte Held in Millionenhöhe.
Held wird als arbeitsamer und überaus korrekter Beamter geschildert, der nebenbei als Schriftsteller Gedichte zu den verschiedensten Anlässen veröffentlichte. Zum Geburtstag Friedrich Wilhelms II. 1797 ließ Held ein Gedicht drucken, in dem auch seine dienstlichen Beobachtungen Ausdruck fanden; darin heißt es z. B.:
Allen Buben ihren Lohn,

Die den Staat betrügen,

Und aus Raubsucht, um den Thron

sich wie Schlangen schmiegen.
Mit dieser Methode hoffte er Aufmerksamkeit zu erregen, um an übergeordneter Stelle seine Beobachtungen schildern zu können. Doch das Gedicht führte nur zu einer dienstlichen Rüge und seiner Strafversetzung nach Brandenburg an der Havel. Der Versuch eines Freundes und Kollegen, des Kriegsrates Joseph von Zerboni in Glogau, Missstände und Korruptionen in seinem Dienstbereich bei seinen Vorgesetzten anzuzeigen, endete für Zerboni mit einer Haftstrafe. An den Verhältnissen änderte sich dadurch aber nichts. Bei den Ermittlungen gegen Zerboni gerieten die Mitglieder des Evergetenbundes in den Verdacht, eine Revolution nach französischem Vorbild in Preußen zu planen, weswegen sie als preußische Jakobiner verfolgt wurden.

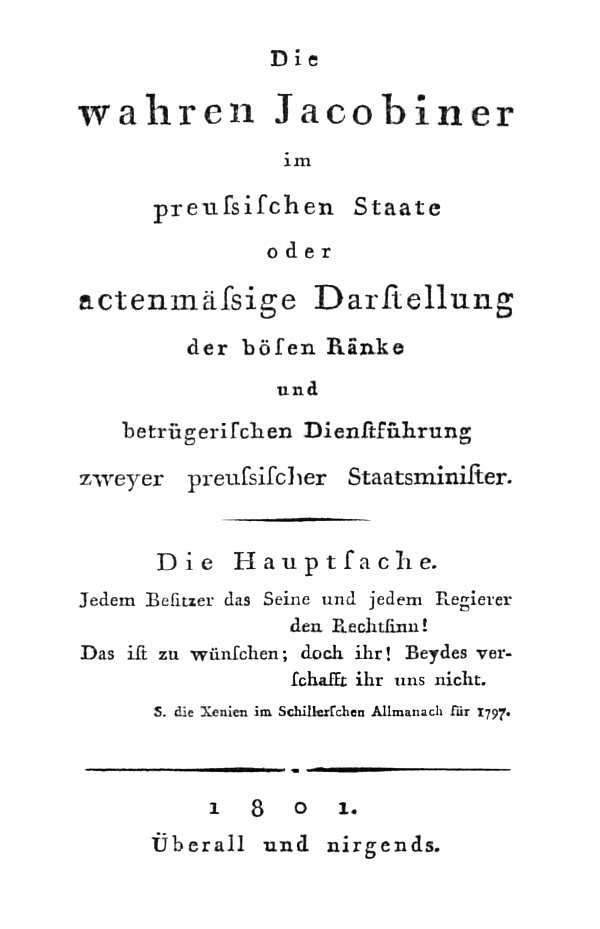
Titelblatt des „Schwarzbuchs“

Held entschloss sich, durch eine kommentierte Sammlung von Akten und Briefen in Buchform das System der zweifelhaften Gütervergaben und das Beziehungsgeflecht der beteiligten Personen öffentlich bekannt zu machen. Heimlich ließ er im Jahr 1800 ein 256-seitiges Buch mit dem Titel „Die wahren Jacobiner im preußischen Staate oder actenmäßige Darstellung der bösen Ränke und betrügerischen Dienstführung zweyer preußischer Staatsminister“ drucken, mit dem Druckort „Überall und nirgends“ und der Jahresangabe 1801. Der Autor wird nicht genannt, die Kommentare sind mit „A. v. H.“ unterschrieben.
Als Autorenlohn erhielt Held zwölf Exemplare, die er schwarz binden und auch den Schnitt schwarz einfärben ließ. Die schwarzen Büchlein trugen auf dem Rücken goldgeprägt die Namen der beiden hauptsächlich angegriffenen Beamten, dem Staatsminister Karl Georg von Hoym (1739–1807), und dem Großkanzler Heinrich Julius von Goldbeck und Reinhardt (1733–1818). Einige der schwarzen Exemplare sandte Held an wichtige Personen im preußischen Regierungsapparat und an den König, während gleichzeitig über den Buchhandel die restliche Auflage verkauft werden sollte. Da alle früheren Versuche, eine Untersuchung der Zustände einzuleiten, vom Beamtenapparat unterdrückt worden waren, hoffte Held durch öffentliche Diskussion eine solche Untersuchung zu erzwingen. Zwar gelang es den Behörden, den größten Teil der Auflage aus dem Handel zu nehmen. Aber die wenigen von Freunden Helds verteilten Exemplare erbrachten den erhofften Skandal. Wegen des sperrigen Titels wurde die Aufdeckungsschrift einfach „das Schwarze Buch“ oder Schwarzbuch genannt, obwohl die meisten im Umlauf befindlichen Exemplare einen zeittypischen hellen Papiereinband mit Lederrücken besaßen.
Die persönlichen Folgen für Held waren aber nicht Lob und Anerkennung für die Aufdeckung krimineller Machenschaften. Schnell wurde er von den Zensurbehörden als Autor erkannt. Nach langen Verhören wurde er in Haft gesetzt und schließlich zu einer 18-monatigen Haftstrafe wegen Beleidigung der Minister Hoym und Goldbeck verurteilt.
Auch beendete Helds Buch nicht die kritisierte Gütervergabepraxis. Als Beispiel sei der Kriegs- und Forstrat Peter Friedrich August von Triebenfeld genannt, der zwischen 1795 und 1798 dafür, dass er die Schenkung von Gütern anordnen und ausführen half, selbst acht Güter geschenkt bekam, die auf 51.000 Taler geschätzt waren. 1801 und 1802, noch während Held in Haft saß, verkaufte Triebenfeld diese Güter für zusammen 750.000 Taler. Zum Vergleich: Held selbst bezog als Beamter ein Jahresgehalt von 900 Talern. Die enorme Gewinnspanne bei den Güterverkäufen ist allerdings auch auf nach 1800 stark gestiegene Grundstückspreise zurückzuführen.
Inwieweit sich von Hoym und Goldbeck tatsächlich der Korruption oder Dienstuntreue schuldig gemacht hatten, versuchte zum Ende des 19. Jhs. der Historiker Colmar Grünhagen anhand der Akten zu klären. Dabei zeigte er, dass die wichtigsten der kritisierten Vorgänge von einem anderen Blickwinkel betrachtet durchaus nicht kriminell gewesen sein müssen, wenn auch eine nicht immer sachgemäße Vergabepraxis deutlich ist.
Nach der Entlassung aus der Haft hielt sich Held mit Hilfe von Freunden und Verwandten und als Gelegenheitsdichter über Wasser. 1812 erhielt er eine Beamtenstelle als Salzfaktor in Berlin, die er bis zu seinem Lebensende behielt.
1842 erschoss sich Held im Alter von 77 Jahren, nachdem aus der Salzkasse, für die er verantwortlich war, 3.000 Taler gestohlen worden waren. Er wurde auf dem Invalidenfriedhof beigesetzt. Das Grabmal ist nicht erhalten.

## Familie
Hans von Held war zweimal verheiratet (zunächst 1797 mit einer Kaufmannswitwe, dann 1813 mit einer Tochter des Generalmajors von Treuenfels) und hatte drei Töchter und drei Söhne. Einer von ihnen, der Artillerie-Oberst Hans Leberecht Constans August Wilhelm von Held (* 25. November 1814; † 28. Mai 1874), edierte 1847 von seinem Vater die Geschichte der drei Belagerungen Kolbergs während des siebenjährigen Krieges. Der jüngste, Hans Erich Guido Hermann von Held (* 1819; † 1. Februar 1883), trat in kaiserlich-brasilianische Dienste und wurde Oberstleutnant, kehrte später nach Berlin zurück und wurde zunächst Gefängnisdirektor in Spandau, dann Direktor der Liebermannschen Kattunfabrik und zuletzt Direktor der Stadtvoigtei.

## Werke (Auswahl)
- Die wahren Jakobiner im preußischen Staate, oder Darstellung der bösen Ränke zweier preußischer Staatsminister, 1801 (Digitalisat in der Google-Buchsuche).
- Ueber Preußens Vergrößerung in Westen. Berlin 1801 (Digitalisat).
- [Anonym:] Das gepriesene Preußen oder Beleuchtung der gegenwärtigen Regierung, Parallelen, Anekdoten und Erzählungen. Alles Aktenmäßige Wahrheiten. O. O., zu haben in den vorzüglichsten Buchhandlungen Deutschlands, 1802 (Digitalisat).
- Über das Meerbad bei Kolberg und die beste und wohlfeilste Art, sich desselben mit Nutzen zu bedienen, 1803.
- God dam! Ein Heldengedicht in 4 Gesängen von einem Frenchdog, aus dem Französischen übersetzt, 1804.
- Struensee – eine Skizze, 1805 (Digitalisat).
- Ueber und wider die vertrauten Briefe und neuen Feuerbrände des preußischen Kriegsrathes von Cölln. [Berlin] 1808 (Digitalisat).
- Geschichte der drei Belagerungen Kolbergs während des siebenjährigen Krieges. Postum von seinem Sohn herausgegeben. Berlin 1847; 355 Seiten, mit 2 Karten; archive.org.